# Осипов, Сергей Иванович
Сергей Иванович Осипов (22 сентября 1915, Степаньково, Тверская губерния — 12 октября 1985, Ленинград) — советский живописец и педагог, член Ленинградской организации Союза художников РСФСР.

## Биография

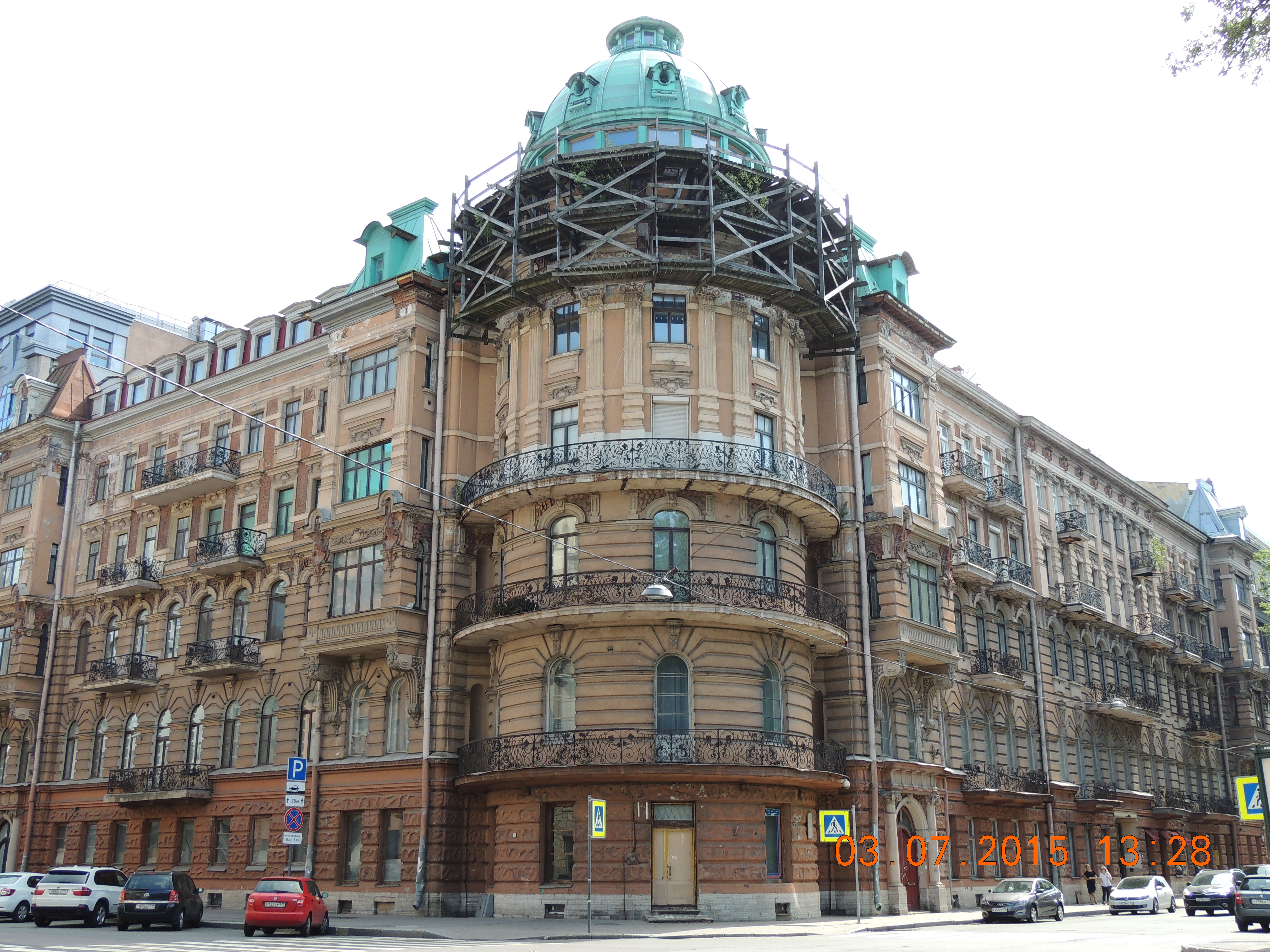
Здание ЛХПУ на Таврической ул., 35

Родился в деревне Степанково Бежецкого уезда в крестьянской семье. Отец с дореволюционных лет работал по строительству в Петрограде. Учиться начал в школе села Поречье. В 1927 году приехал к отцу в Ленинград. Здесь окончил семь классов средней школы и поступил учеником на завод «Электроприбор». Затем работал с отцом на строительстве.
Ещё в школе учитель литературы подметил у него любовь и способности к рисованию и помог подростку определиться в вечернюю художественную школу на Таврической улице, где будущий художник стал заниматься у известных педагогов В. В. Сукова и С. Л. Абугова, сыгравших заметную роль в становлении ленинградской живописной школы.
В 1932 году поступил в подготовительные классы при Всероссийской Академии художеств, а в 1935 стал студентом живописного факультета Ленинградского института живописи, скульптуры и архитектуры. Занимался у С. Л. Абугова, М. Д. Бернштейна.
После второго курса А. А. Осмеркин пригласил молодого художника продолжить обучение в его мастерской. О четырёх годах, проведённых в мастерской А. А. Осмёркина, Осипов вспоминал:

"Александр Александрович был, по-моему, прирождённый педагог, умевший, как никто, объяснить трудности, возникавшие в работе, находя при этом удивительно точные, порой не прямые, но дающие пищу для размышлений слова. Писали модель. Я бился над холстом, стремясь собрать в целое всю постановку, и наносил тысячи дробных мазков маленькими кистями. Осмеркин сказал: «Осипов, неплохо бы Вам немного Фешина…» И как-то всё стало ясно.— 
Впоследствии С. Осипов будет использовать эти наблюдения и опыт в собственной многолетней педагогической практике во время работы на кафедре общей живописи в ЛВХПУ имени В. И. Мухиной.
Война застала его на дипломном курсе в мастерской А. Осмеркина. Оставив учёбу, он добровольцем ушёл в народное ополчение. Участвовал в боях под Ленинградом. В декабре 1941 при разминировании проходов для наступающего матросского батальона из Кронштадта в районе Старого Петергофа был тяжело ранен, потерял ногу. Больше года провел в госпиталях на излечении. Демобилизовался в 1943 как инвалид Великой Отечественной войны. Награждён Орденом Славы III степени, медалями «За оборону Ленинграда» и «За победу над Германией».
Спустя почти полвека обстоятельства ранения и лечения С. Осипова были описаны в воспоминаниях начальника хирургического отделения военного госпиталя.

В самую тяжелую пору жизни нашего госпиталя в конце 1941 года, в холоде и темноте пришлось сделать первую ампутацию голени. В седьмое хирургическое отделение поступил раненый Осипов. Молодой, истощенный, с рыжеватой шевелюрой и бородой. Художник. Как я узнала 50 лет спустя, он был на последнем курсе Академии художеств, ополченец. Осипов был ранен в бедро. Ранка небольшая, но был поврежден крупный кровеносный сосуд и началась гангрена стопы. Для спасения жизни раненого нужно было пожертвовать ногой. Раненный медленно поправлялся. После улучшения состояния Осипов был эвакуирован самолётом в тыл для долечивания. К сожалению, дальнейшая судьба его мне была неизвестна. И вдруг, случайно включенное радио 19 сентября 1991 года принесло мне ответ на вопрос полувековой давности. Искусствовед Н. Б. Нешатаева рассказывала о жизни художника Осипова Сергея Ивановича в связи с персональной выставкой его картин… Получив через многие справки сведения, я позвонила вдове Сергея Ивановича, Антонине Ивановне. Она подтвердила, что Сергей Иванович оперирован в 1941 году в нашем госпитале. Рассказала, что он познакомился с ней в госпитале в Свердловске. Художественное образование Осипов закончил в Самарканде, куда была эвакуирована из Ленинграда Академия художеств.— 

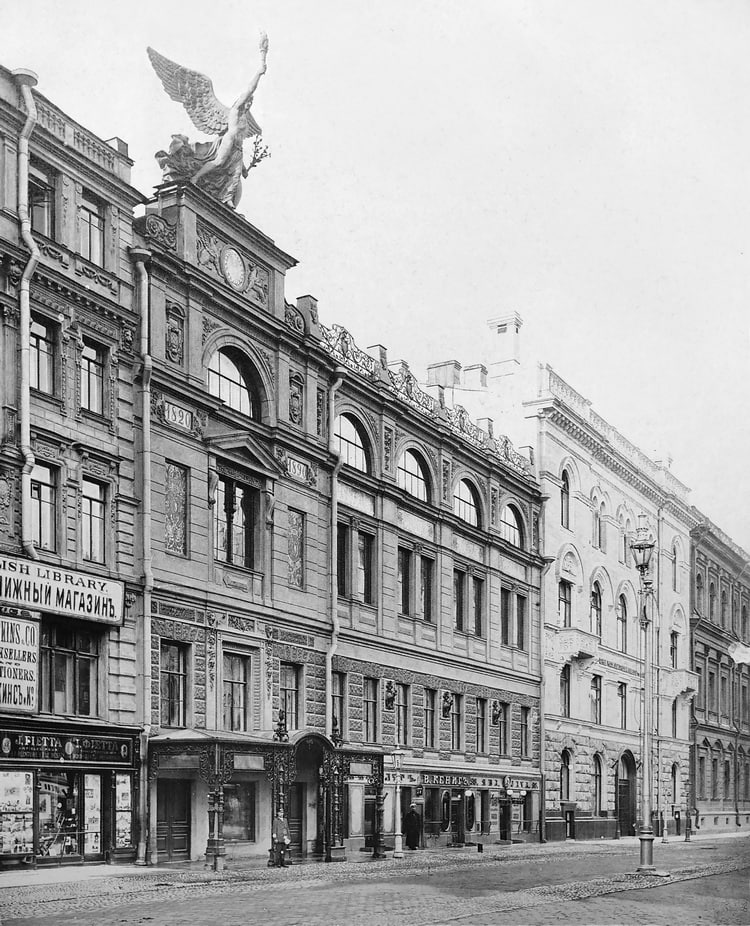
Здание ЛССХ на Большой Морской, 38

В 1943 году демобилизовался по инвалидности и уехал в Самарканд для продолжения учёбы в институте и в декабре того же года окончил его по мастерской А. А. Осмеркина с присвоением квалификации художника живописи. Его дипломной работой стала картина «Партизаны».
В 1944 году после полного снятия блокады вернулся в Ленинград и работал по договорам с Ленизо. В апреле 1945 года его принимают в члены Ленинградского Союза советских художников. С 1945 года он неизменный участник выставок ленинградских художников, он пробует себя в портрете, пишет жанровые композиции, натюрморты, но ведущим в его творчестве становится лирический пейзаж.
В 1945 году начинается его многолетняя педагогическая работа, сначала в ЛХПУ, затем в 1946—1949 гг. в изостудии при ДК имени М. Горького, а с 1949 и до конца 1970-х на кафедре общей живописи ЛВХПУ имени В. И. Мухиной.
Об Осипове — педагоге вспоминал его ученик художник А. А. Наумов:

Воспоминания о Сергее Ивановиче Осипове переносят меня в далекие 1960-е годы, когда, вернувшись из армии, я поступил в училище имени В. И. Мухиной… Первым моими учителями были прекрасные ленинградские художники С. И. Осипов, Я. И. Крестовский, А. Н. Семёнов. Традиции мастерской А. А. Осмеркина Сергей Иванович старался передать своим ученикам в дискуссиях, в тактичном умении подсказать студенту, не вмешиваясь в живописный процесс. Педагогическая работа отнимала много времени, не оставляя его для творчества, поэтому в июне, когда заканчивались обходы в институте, С. И. Осипов начинал готовиться к очередной поездке. Как-то он пригласил меня сопровождать его в Изборск. А потом были Суздаль, Ферапонтово, Кирилло-Белозерский монастырь и другие. Проводя много времени в совместных с Осиповым поездках, я как бы находился под гипнозом этого очень своеобразного художника и начинал смотреть на мир его глазами. Глядя, как он работает, многое понимаешь лучше, чем целые лекции об искусстве. Акварельный прием, ритмическая организация холста, колорит, необыкновенная музыкальность — все это делает картины С. И. Осипова удивительно притягательными, «осиповскими». На этюдах нас частенько обступали любопытные ребятишки. С интересом разглядывая углы и плоскости на холсте Осипова, они серьёзно допытывались: «Дядя, а вы чертежник»? Сергей Иванович улыбался и направлял их ко мне. Посмотрев мою работу, они возвращались к Осипову: «Дядь, а у него лучше!» Сергей Иванович смеялся…— 

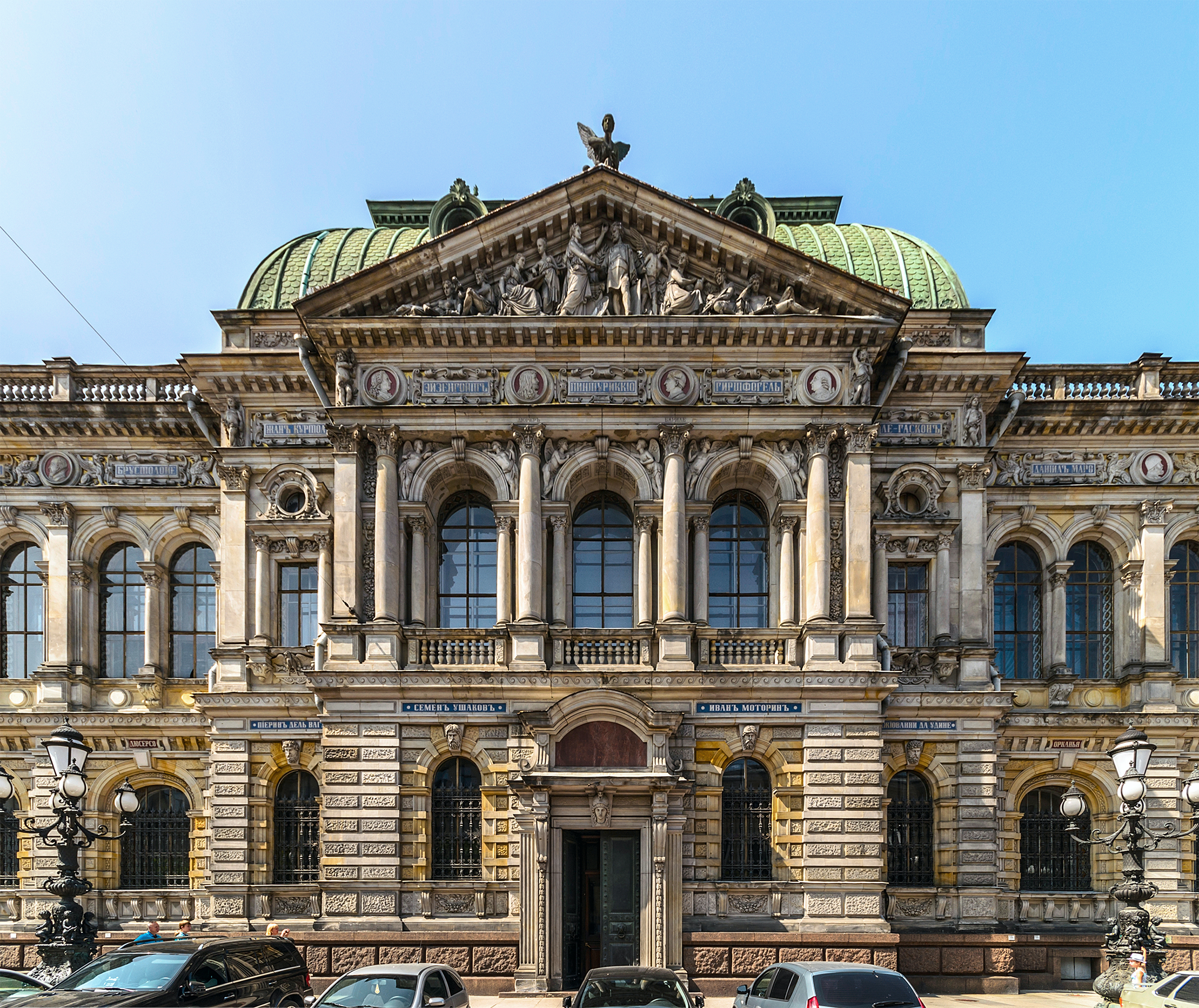
Здание ЛВХПУ им. В. И. Мухиной в Соляном пер., 13

Как позднее будут отмечать исследователи творчества С. Осипова, оно было неразрывно связано с темой Родины — Тверской землей, её природой, старинными русскими городами, крестьянским укладом. С конца 1940-х годов ежегодно, а нередко и по несколько раз он будет ездить в Старую Ладогу, Изборск, Старицы, Торжок, Псков, Ферапонтово, привозя из этих поездок многочисленные этюды, зарисовки и картины. Затем работа продолжалась в мастерской. И так год за годом на протяжении сорока лет. На занятия со студентами Осипов приносил альбомы с репродукциями, в особенности своего любимого художника Дионисия. Фрески Дионисия в соборе Рождества Богородицы Ферапонтова монастыря Сергей Иванович считал наивысшим достижением в живописи. Приверженность утонченным сочетаниям локальных тонов проявилась в его собственных произведениях.
Произведения 1960—1970-х годов выдвинули его в число ведущих ленинградских живописцев со своею самобытной оригинальной манерой. В 1983 году при поддержке Е. Е. Моисеенко в Москве в ЦДХ была показана большая выставка произведений Сергея Осипова.
С. И. Осипов скончался 12 октября 1985 года в Ленинграде на 71-м году жизни. В 1990 году в ЛОСХ была показана посмертная выставка произведений мастера, позволившая впервые представить его художественное наследие.

## Творчество
В творчестве С. Осипова, начавшемся с работы над дипломной картиной, развивавшемся поступательно, без видимых зигзагов и скачков, исследователи выделяют несколько периодов.

### 1945—1958
Свой узнаваемый индивидуальный стиль живописи С. Осипов обретал постепенно. Поездки с конца 1940-х годов в Старую Ладогу, Изборск, Псков, в Старицу помогли художнику восстановить творческие навыки и утвердится в круге близких тем. К середине 1950-х годов в техническом отношении он вполне сложился как мастер. Об этом свидетельствуют произведения тех лет, в том числе показанные на ленинградских выставках: «Мальчик» Архивная копия от 26 марта 2016 на Wayback Machine (1950), «Сбор урожая» (1950), «Псков. Улочка» Архивная копия от 27 марта 2016 на Wayback Machine (1951), «На Волге» (1951), «Последний снег» (1954), «Сжатое поле» (1954), «На Волхове» (1955), «Ручеек» (1956) и другие.

«Улица. Псков». 1951

«Моя творческая жизнь началась с работы над пейзажем, — напишет Осипов в 1968 году. — Пейзаж всегда интересовал и волновал меня как художника. Работая над ним, я стремился выразить свои чувства и любовь к родной природе».
О манере живописи этого периода можно судить по картине «Улица. Псков» Архивная копия от 27 марта 2016 на Wayback Machine (1951). Сам художник считал её весьма характерной для своего раннего творчества, включив работу в числе немногих произведений начала 1950-х в экспозицию московской выставки 1983 года. Её отличают некоторая условность формы, робкие попытки ухода от иллюзорного натурализма к более обобщённой манере живописи. В дальнейшем Осипов практически откажется от присутствия в пейзажах фигур людей и детального воспроизведения панорамных архитектурных видов.
Простое следование натуре уже не удовлетворяло художника, он ощущал потребность идти дальше. Но как, каким путём? Новая творческая командировка 1958 года в Псков и его окрестности дала Осипову, по его собственному выражению, «некоторый толчок». Пейзажи, написанные в результате этой поездки, были положительно встречены критикой.

### 1959—1969
Настоящий поворот в творчестве художника обозначился в произведениях самого конца 1950-х — начала 1960-х годов. Доверяясь собственному замыслу, стремясь к достижению гармонии и усилению выразительности, Осипов всё реже теперь идёт на поводу у натуры, а сочиняет композицию, населяя её подсмотренным ранее в жизни и природе. При этом он смелее использует художественное обобщение, жертвуя второстепенными деталями и подробностями ради усиления цельности образа. Одной из первых работ, в которой Осипову удаётся наиболее полно воплотить новые идеи, стала картина «Домики на Волге» (1959). Чтобы оценить произошедший в творчестве художника поворот, достаточно сравнить эту картину с упоминавшейся выше работой 1951 года «Улица. Псков».

«Домики на Волге». 1959

Среди произведений, открывающих новый период в творчестве художника, картины «Лодки», «Мостик» (обе 1960), «Окраина деревни» (1960), «Натюрморт со скрипкой» Архивная копия от 26 марта 2016 на Wayback Machine (1960), «В Старой Ладоге» (1961), «Псковщина», «Псков. Улица» (1962), «Труворово городище» (1962), «Крепостная башня», «Стожок. Осень», «Крепость. Старый Изборск» (все 1963), «Сторожок Осель» (1963), «Сенокос» (1964), «Натюрморт с балалайкой» Архивная копия от 27 марта 2016 на Wayback Machine (1965) и другие.
По мнению Г. Ф. Голенького, ленинградского искусствоведа и первого исследователя творчества С. Осипова, новые поездки в Псков, Изборск, Суздаль, работа на творческой базе ленинградских художников в Старой Ладоге обогащали художника бесценными уроками древних строителей соборов и крепостей, помогали понять, что овраги, холмы, русла рек, деревья, избы надо писать как элементы единой пространственной среды, как малые величины целого, активно участвующие в образовании его особенностей. И тогда появилась в пейзажах Осипова русская мягкая мелодичность, ясный ритм и та неповторимая соразмерность, по которой безошибочно узнаётся национальный характер ландшафта. А в его натюрмортах возникла крепкая «сколоченность», ладная выстроенность, «притертость», пригнанность всех элементов друг к другу, как в дедовском бревенчатом срубе.
Упрощая, а порой несколько деформируя предметы, Осипов подчеркивал их трёхмерную конструкцию и те внутренние силы, то напряжение, с которым их создала природа или человек. «Надо напомнить зрителю о скрытой энергии, наполнявшей каждую вещь. Для меня именно здесь родник поэзии, а не в рассказах о действии или событии», — признавался художник.
Другими примечательными особенностями живописи Осипова становятся большая условность формы и всей композиции картины, заметное стремление к обобщениям, иносказанию, желание уйти от созерцательного натурализма к философской глубине и некоторой символике, не переходя однако грани, за которой живопись порывает с реальным миром. Стиль работ этого периода напоминает легкий «полукубизм», форму образуют плоскости и грани. Самый распространенный цвет — лиловый, в лиловых тонах Осипов пишет небо, воду, нейтральный фон, стену дома, удивительно тонко передавая настроение пейзажа.

### 1970—1985
Вершина творчества Осипова приходится на 1970-е — начало 1980-х годов. В этот период им создан ряд лучших произведений, главным образом в жанре пейзажа и натюрморта, который теперь занимает не меньшее место в творчестве художника. Среди них «Городок Старица» (1967), «Пора сенокосная» (1967), «Изборск. Башня XVII века» (1967), «Переход через речку», «В Изборске», «В Суздале» (все 1968), «Серебристые ивы», «Дикие цветы», «Погост Сенно», «Натюрморт с балалайкой», «Натюрморт с балалайкой и полочкой» (все 1970), «Дом с аркой» (1972), «Заснеженный дворик», «Пейзаж с крепостью. Старый Изборск», «Осенняя ветка» (все 1974), «Городок Старица. Зима» (1974), «Натюрморт с белым кувшином» (1972), «Натюрморт с васильками» (1976), «Северная речка» (1976), «Розовый дом» (1977), «Изборские откосы» (1978), «Стожок. Дождливый день» (1980), «Ранняя зелень» (1982), «Одуванчики» (1985) и другие.

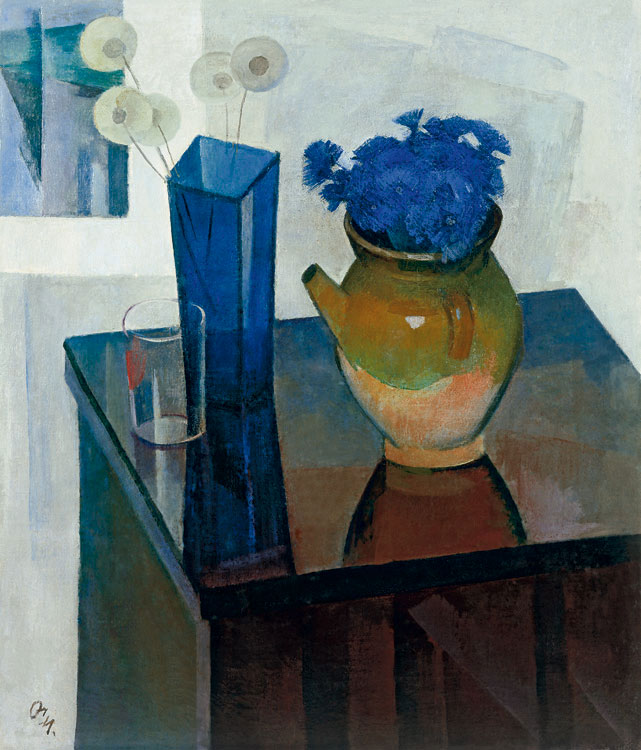
«Васильки». 1976

Традиционная для С. Осипова тема духовных истоков, звучавшая и ранее в его натюрмортах, в «Васильках» (1976), «Натюрморте с белым кувшином» (1972), «Осенней ветке» (1974), «Одуванчиках» (1985) и некоторых других воплощается с большим изяществом и артистическим вкусом. Уйдя от некоторой перегруженности композиции, встречавшейся в более ранних работах, Осипов добивается в натюрморте большой глубины образа и ассоциативного подтекста.
Произведения С. И. Осипова внесли в ленинградскую живопись 1970-х свою лепту, самобытность и значительность. В его картинах многое напоминает искусство древнерусских мастеров: лаконизм художественного языка, условность формы и выверенность композиции, находчивость в деталях, целостность и выразительность образа, построенного на незатейливом крестьянском материале.
По мнению С. Т. Махлиной, «небольшие по размеру пейзажи Осипова наделены необычайной силой воздействия на зрителей. И дело здесь не только в том, что живописец, используя изображение природы в её многочисленных проявлениях, создаёт пейзажи, созвучные душевному состоянию человека. Во всех его работах выявлена тема Родины, воспеваемой художником с огромной сыновней любовью. А это достаточно сложно, ибо поднять большую тему и сделать её близкой и понятной в жанре пейзажа очень и очень непросто».
Через все творчество Осипова проходит мысль о преемственности, о духовном и культурном наследовании. В его работах национальное прошлое не разлучено с современностью. Своими произведениями автор как бы утверждает идею о том, что красота, сотворенная предками, не утрачивает своего значения с течением времени. Она сохраняет способность благотворно влиять на людей и должна входить в духовный обиход современников. «Искренность, мудрая простота, ясная гармония форм и цвета позволяют ощутить древние традиции русского искусства, воспринятые автором не как бездумное использование приёма, а понятые во всей их сути нашим современником», — писали в 1971 году об Осипове искусствоведы А. Губарев и А. Дмитренко.

## Наследие
Произведения Сергея Осипова находятся в Государственном Русском музее, в музеях Томска, Волгограда, Петропавловска-Камчатска, Чебоксар, Абрамцево, в частных собраниях в России, Италии, Великобритании, США, Австрии, Финляндии и других странах.
В 2016 году Благотворительный фонд Елены и Геннадия Тимченко передал в дар Ямало-Ненецкому музейно-выставочному комплексу имени И. С. Шемановского (Салехард) десять картин С. И. Осипова с характерными видами старинных русских городов и архитектурных памятников.
В 2017 году картина С. И. Осипова «Осенняя ветка» Архивная копия от 1 июля 2021 на Wayback Machine (1974) появилась в американском 20-серийном психологическом триллере CHANCE (в российском прокате «Доктор ШАНС»), снятом компанией 20 Century Fox Film Corporation по мотивам одноимённого романа Кема Нанна по заказу американского видеостримингового сервиса Hulu с популярным английским актёром Хью Лори в главной роли. В двух заключительных сериях фильма картина С. И. Осипова «Осенняя ветка» показана в интерьере дома главного героя. На фоне картины, которой в этих сценах отведена сюжетообразующая роль, разворачиваются ключевые драматические диалоги с участием главных героев фильма.